# Mitsubishi F1M
Mitsubishi F1M (яп. 零式水上観測機, розвідувальний гідролітак морський Тип 0) — серійний розвідувальний поплавковий гідролітак Імперського флоту Японії періоду Другої світової війни.
Кодова назва союзників — «Піт» (англ. Pete).

## Історія створення
Командування Імперського флоту Японії добре розуміло роль авіації у сучасній війні на морі, і тому всі великі кораблі (лінкори та крейсери) мали на своєму борту гідролітаки категорії E, основною задачею яких була дальня розвідка. Але командування флоту прийшло до висновку, що кораблям потрібні також гідролітаки меншого радіуса дії, які б мали вести ближню розвідку, коригувати вогонь корабельної артилерії та захищати свої кораблі від літаків противника. Для цього була створена спеціальна категорія патрульних гідролітаків F.
У 1935 році було сформульоване завдання «10-Сі» на розробку розвідувального поплавкового літака, який мав би замінити Nakajima E8N. Вимоги до літака були досить серйозні. Він мав мати характеристики, співмірні із характеристиками винищувача — мати максимальну швидкість 380 км/год, автономність 8 год 30 хв, бути озброєним двома курсовими кулеметами, нести бомбове навантаження до 120 кг і здійснювати бомбометання з пікірування.
Завдання було видане всім провідним авіаційним фірмам Японії — Kawanishi, Nakajima, Aichi. Фірма Mitsubishi теж вирішила долучитись до проекту, хоча до цього не мала досвіду розробки гідролітаків. Фірма Nakajima мала замовлення на розробку палубних торпедоносця, розвідника, пікірувальника та базового бомбардувальника, і тому вирішила відмовитись від участі у конкурсі. Фірма Kawanishi розробила тільки ескізний проект літака. Таким чином, основне суперництво розгорілось між фірмами Mitsubishi та Aichi.

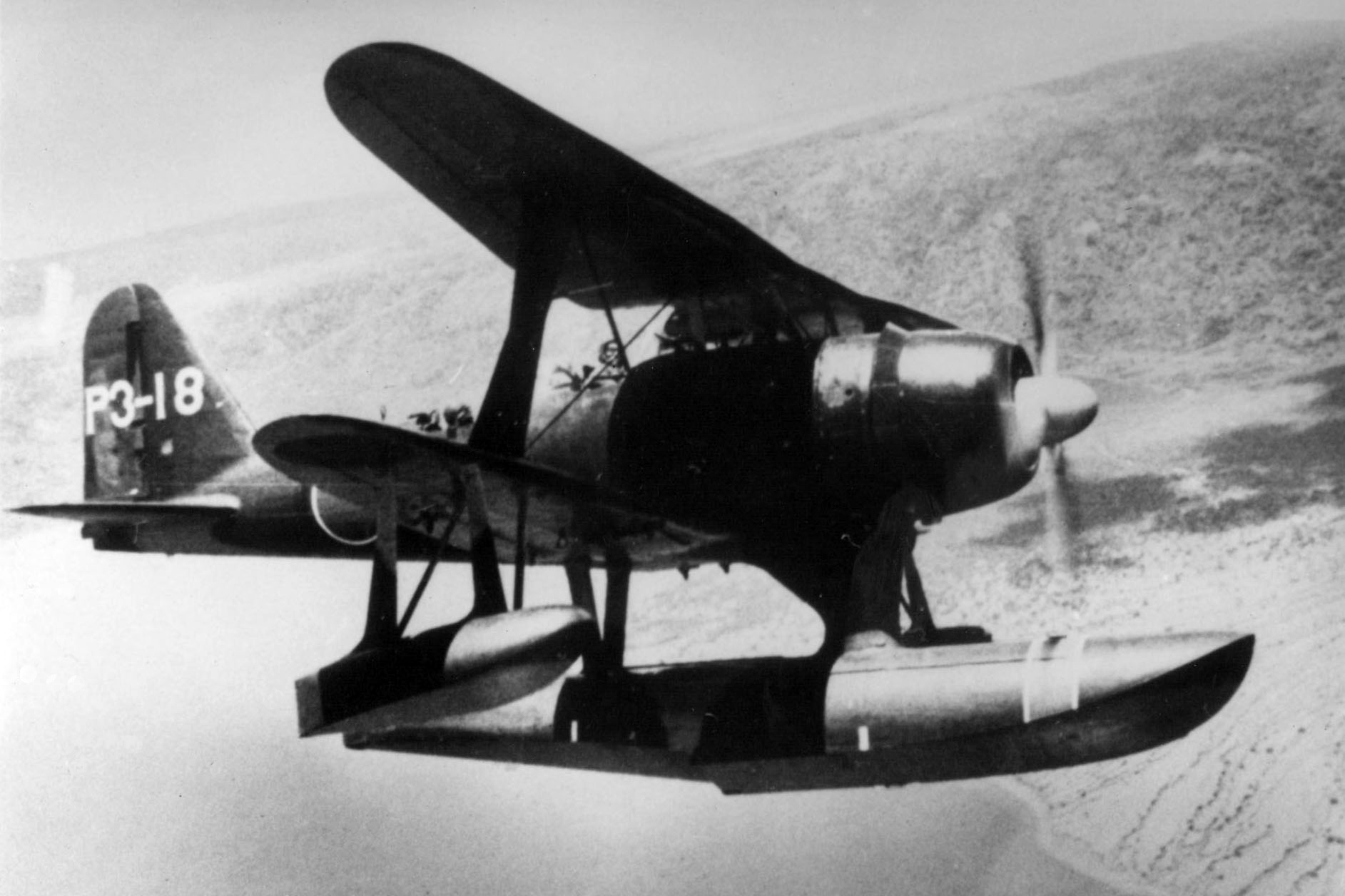
Mitsubishi F1M1

На фірмі Mitsubishi розробкою літака, який отримав позначення F1M, керував Йо Хатторі. Робота просувалась досить швидко, і перший прототип був готовий у червні 1936 року. Це був однопоплавковий біплан, оснащений 9-циліндровим двигуном повітряного охолодження Nakajima Hikari MK1 потужністю 820 к.с. Літак був озброєний двома курсовими синхронними 7,7-мм кулеметами «Тип 92» та одним 7,7-мм кулеметом «Тип 97», розміщеним в задній турелі. Крім того, літак міг нести до 120 кг бомб на зовнішніх підвісках.
При розробці літака особливу увагу було приділено аеродинамічній формі літака. Завдяки цьому літак показав кращі характеристики, ніж його конкурент Aichi F1A. Але випробування показали, що літак має недостатню поперечну стійкість та незадовільні гідростатичні характеристики. Після випуску 4 прототипів F1M1 літак був перепроектований для покращення льотних характеристик. На ньому встановили двигун Mitsubishi Zuisei 13 потужністю 875 к.с., змінили профіль крила, площа оперення також зросла. Внаслідок цього льотні характеристики літака значно покращились, і йому була присвоєна назва «Розвідувальний морський гідролітак Тип 0 модель 11» (або F1M2). Але виробництво літаків розпочалось тільки у 1940 році, причому не всі недоліки вдалось усунути.
На заводі фірми Mitsubishi в Нагої було побудовано 524 літаки, після чого випуск був перенесений на 21-й арсенал флоту в Сасебо, де було збудовано ще 590 машин. Таким чином, разом з прототипами, було збудовано 1 118 літаків.
Частина літаків з 1943 року була переобладнана на навчальні F1M2-K з подвійним керуванням. Також декілька літаків було модифіковано для встановлення однієї 250 кг бомби, але така модифікація не була запущена в серійне виробництво.

## Тактико-технічні характеристики (F1M2)

### Технічні характеристики
- Екіпаж: 2 чоловік
- Довжина: 9,50 м
- Висота: 4,00 м
- Розмах крила: 11,00 м
- Площа крил: 29,50 м²
- Маса пустого: 1 927 кг
- Маса спорядженого: 2 550 кг
- Максимальна маса зльоту: 2 856 кг
- Навантаження на крило: 86.3 кг/м²
- Двигун: 1 х Mitsubishi Zuisei 13
- Потужність: 875 к. с.
- Питома потужність: 2.9 кг/к.с.

### Льотні характеристики
- Максимальна швидкість: 370 км/год
- Крейсерська швидкість: 287 км/год
- Практична дальність: 740 км
- Практична стеля: 9 440 м
- Швидкість підйому: на 5 000 м — 9 хв. 36 с.

### Озброєння
- Кулеметне:
  - 2 × 7,7 мм кулемети «Тип 92»
  - 1 × 7,7 мм кулемет «Тип 97»
- Бомбове:
  - 2 x 60 кг
  - 1 х 250 кг (експериментальний варіант)

## Модифікації
- F1M1 — прототип (4 екз.)
- F1M2 — серійний варіант
- F1M2-K — навчальна версія з подвійним керуванням

## Історія використання

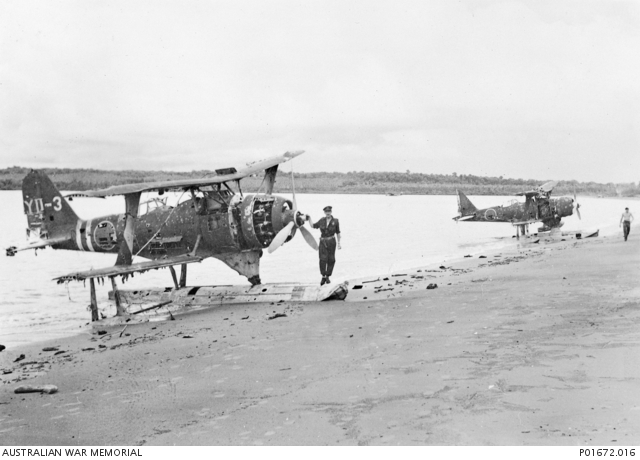
Пошкоджені F1M2 на острові Санта-Ісабель. 1944 р.

На початковому етапі війни на Тихому океані Японія захопила величезні території. Велику їх частину становили острови без інфраструктури, тому гідролітаки стали основним засобом підтримки десантних операцій. Літаки F1M, які мали хороші льотні якості, були дешеві у виробництві та невибагливі в експлуатації, прекрасно вписувались в концепцію наступальної війни. Маючи наступальне озброєння та здатність бомбити з пікірування, F1M використовувались для штурмових ударів, а хороша маневреність дозволяла пілотам вступати в бій з літаками противника. Літаки F1M брали активну участь в десантних операціях на Філіппінах та Целебесі, завдавали ударів по наземних цілях, здійснювали прикриття конвоїв.
З 1943 року, коли наступ японців був зупинений, вже не було потреби у гідролітаках для прикриття десантів, і F1M були переведені у спокійніші райони, де здійснювали в основному патрулювання.
Кількість задач, які міг виконувати F1M, постійно зменшувалась. З появою нових американських палубних літаків та добре озброєних бомбардувальників F1M вже не міг використовуватись як винищувач.
Спроби використовувати F1M як протичовновий літак успіху не принесли, оскільки невелике бомбове навантаження не могло завдати підводним човнам серйозних пошкоджень. Ближня розвідка поступово замінювалась радіолокацією, а роль коригувальника артилерії великих кораблів втрачала зміст, оскільки союзники планомірно знищували японський флот ударами з повітря та з-під води. Тому F1M лише обмежено застосовувались на другорядних ділянках фронту.
Наприкінці війни були спроби пристосувати F1M для атак камікадзе. Декілька машин намагались пристосувати для транспортування 250-кг бомб. Але про результати самогубчих атак нічого не відомо. Скоріш за все, тихохідні F1M були збиті ще до підльоту до цілі.
Крім Японії, F1M постачались ВПС Таїланду. Крім того, декілька F1M, покинутих на Яві і Борнео, використовувались індонезійськими повстанцями у боротьбі прити голландських військ.

## Оператори

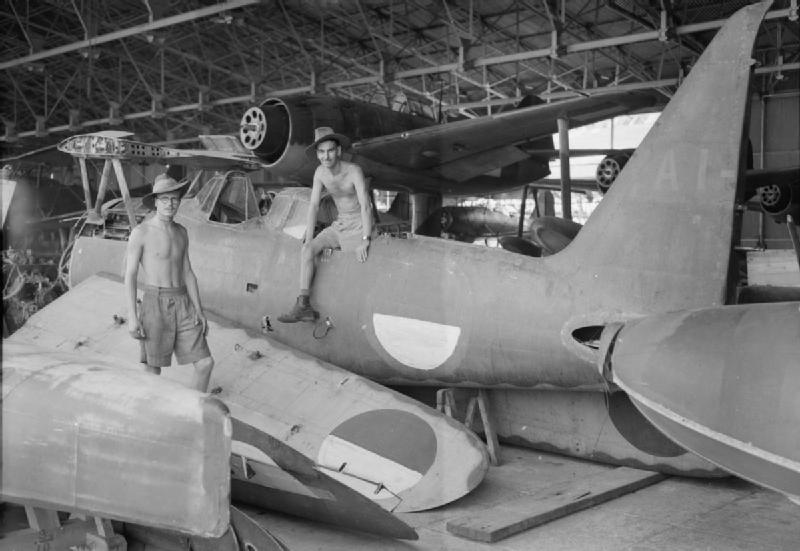
Розібраний F1M в ангарі. Японські знаки розрізнення на крилах і фюзеляжі перефарбовані в прапор Індонезії. На задньому фоні — Kawanishi N1K

Японська імперія
- Авіація імперського флоту Японії
  - 21-ий авіазагін ВПС
  - 32-ий авіазагін ВПС
  - 453-ий авіазагін ВПС
  - 902-ий авіазагін ВПС
  - 938-ий авіазагін ВПС
  - 954-ий авіазагін ВПС
  - Авіазагін Амакуса
  - Авіазагін Фукуяма
  - Авіазагін Оцу
  - Авіазагін Татеяма
  - Гідроавіаносець Кімікава Мару
  - Гідроавіаносець Кійокава Мару
  - Гідроавіаносець Кунікава Мару
  - Різні лінкори і крейсери

 Таїланд
- Повітряні сили Таїланду

 Індонезія
- Національна армія Індонезії